# Jenna Reid
Jenna Reid (Islas Shetland, Escocia, 8 de noviembre de 1997) es una violinista escocesa. Nació y creció en el pueblo de Quarff, en las islas Shetland de Escocia. La afición por tocar el violín le vino a los nueve años, cuando encontró un fiddle en el desván de casa de su abuela. Fue alumna de los músicos Tom Anderson y Willie Hunter y también estudió piano clásico. Se graduó en el Real Academia Escocesa de Música y Danza de Glasgow con un Bachelor of Arts en música tradicional escocesa, donde también cantó y tocó el acordeón y el piano, que aprendió de su maestro Walter Blair.

## Carrera profesional
Reid comenzó su trayectoria de la mano del grupo de música tradicional escocesa Filska, que originalmente estaba formado por la propia Reid, su hermana Bethany y su madre Joyce Reid, aunque más tarde incluyeron a su amiga Gemma Wilson. Filska actuó por todo el Reino Unido, además de dar conciertos en Francia, Canadá, Estados Unidos, Suecia, Dinamarca, Noruega, Italia e Irlanda. La agrupación Filska representaron a Escocia en las Walt Disney World Millennium Celebrations en el Epcot Center de Florida, y también actuaron en las celebraciones del milenio en Escocia.
También ha colaborado con otras bandas como los Blazin Fiddles, RANT, la Highland Fiddle Band, la banda gaélica Dòchas (donde coincidió con Julie Fowlis), Deaf Shepherd, Fiddler's Bid, Vital Signs, Celtic Feet y McFalls Chamber. A petición de Aly Bain y Jerry Douglas, ha aparecido como artista invitada en las Transatlantic Sessions 3 y 4. Jenna Raid participó en la banda sonora de la película Seachd: The Inaccessible Pinnacle.
En 2018 empezó a trabajar como locutora independiente para la BBC One.

## Premios y nominaciones
Reid fue galardonada con el premio "Shetland Young Fiddler of the Year" en 1995 a la edad de 14 años y participó en la final del concurso "Young Scottish Traditional Music of the Year" en 2004. En 2005 ganó el premio al "Mejor artista emergente" en los Premios Scots Trad Music. En 2007 fue nominada al galardón de "Mejor instrumentista" y recibió el Dewar Arts Award.
En 2019 ganó el premio a "Mejor compositor tradicional del año" en los MG ALBA Scots Trad Music Awards y junto a la banda Blazin Fiddles ganó el premio a "Banda folk del año". Ha sido bautizada por la prensa escocesa como "una de las mejores violinistas de Escocia de su generación".

## Vida privada
Reid está casada con el batería Iain Sandilands que trabaja en el Big Noise (que apoya a los niños a través de la música) en Stirling. Tienen dos hijos, un niño y una niña.

## Discografía
- With Silver And All (2005)
- No. 1 Scottish Traditional Music from the RSAMD (2007)
- The Laughing Girl (2008)
- Escape - The Story Of Jan Baalrud And The Shetland Bus (2010 - amb Bethany Reid)
- Morning Moon (2012)
- Escape (2012)
- The Quarff Collections (2014)
- Live in Shetland (2015)
- Working Hands (2019)
- Songs from Jenna Reid (2020)